# 公共劇院
公共劇院（英語：The Public Theater）是紐約市的一個藝術組織。約瑟夫·帕普於1954年創立了公共劇院，最初名為莎士比亞工作室（Shakespeare Workshop）。其使命是支持新興劇作家和表演者。自約瑟夫·帕普以來，劇院一直由喬安妮·阿卡拉蒂斯（1991年至1993年）和喬治·C·沃爾夫（1993年至2004年）領導，直到由藝術總監奧斯卡·尤斯蒂斯和執行總監帕特里克·威林厄姆（Patrick Willingham）。其出演的首部作品是1967年的音樂劇《毛髮》。
公共劇院總部位於拉斐特大街425號，位於曼哈頓下城的前阿斯特圖書館內。該建築包含五個劇院空間和Joe's酒吧，適合新作品、音樂表演、口語藝術家和獨奏家表演的場所。此外，公共劇院在中央公園經營著德拉科特劇院，自1954年以來一直免費上演戲劇節目〈公園裡的莎士比亞〉。
2010年代以來的知名作品如《威尼斯商人》（2010年）、《愛在此安息》（2013年）、《悲喜交家》（2013年）、《黯然失色》（2015年）以及《漢密爾頓》（2015年）。

## 外部連結
- 官方网站